# 珍妮娃娃
珍妮娃娃是日本玩具公司Takara（タカラ）製造發行的時裝娃娃。
日文名稱為ジェニー、英文寫法是JeNny。
在這個品牌底下，按照系列區分推出許多不同臉膜的娃娃，每個娃娃都有獨特的背景設定與長相，搭配不同的妝容、打扮、髮色與故事背景。 
珍妮娃娃全長通常約27公分、重量約100公克。胸圍約12.5公分、腰圍約7公分、臀圍約11.5公分。為了預防幼兒誤食，娃娃的鞋子或小配件上會塗對人體無害的苦味劑。

## 概述
1962年，來自美國的美泰兒公司開始在日本販售芭比娃娃（Barbie），但是銷售成績並不好…因此美泰兒陸續試著針對日本市場推出妝容、髮色、服飾等經過調整的款式，到了1966年終於較有起色，但1967年Takara公司的莉卡娃娃（Licca．リカちゃん)問世，美泰兒只能黯然退出日本市場。
1980年，Takara開始代理芭比娃娃，後來兩間公司更在1982年合力推出了Takara Barbie。
這款Takara Barbie結合了芭比娃娃跟莉卡娃娃兩者的特性，身材比例比較成熟，但擁有接近少女漫畫風格的容貌，給人一種莉卡娃娃的姊姊之感，在日本市場一推出就大受好評。
到了1986年，兩間公司的合作契約終止，美泰兒與萬代（Bandai)合資成立了Ma-ba公司，推出自己的Ma-ba Barbie；Takara則與寶塚歌劇團合作推出音樂劇"JeNny"，並順勢宣傳自家生產的Takara Barbie從此改名為JeNny，男友Ken也改叫Jeff。
隨著歷史演進，珍妮娃娃推出了許多朋友娃，數量多達50餘名！
她也經歷了素體變更及臉模更換，其中一次最創新的變革首推天使花園Angel's Garden系列，採用漫畫風格的畫法，但此系列在市場上的反應不如預期，因此又恢復了原本的畫風。
但珍妮娃娃的髮型髮色、妝容、容貌及服飾也逐漸更加成熟，反應了當代的流行風潮。
雖然她源於芭比，對娃不熟悉的人可能也常將她們誤認為同一款娃娃，但因為日本市場的特殊性，珍妮娃娃逐漸發展出在地特色，如：漫畫化的臉膜、展現傳統文化的特殊妝容與配件（如：新撰組、舞妓、白無垢、十二單、辣妹、視覺系、Cosplay等…）。並在鄰近的亞洲國家引起收藏風潮。
珍妮娃娃的銷售策略與產品定位很有企圖心，針對不同階層的消費者推出各種價位的產品，從收藏級的娃娃到普版娃娃一應俱全，其中不乏許多跟特定企業、設計師或玩具店合作的專屬限定收藏娃；但同時也推出全國販售的普版娃、娃娃屋、服飾組、家具等配件，兼顧不同族群的喜好。
珍妮娃娃的熱潮在1990年代達到高峰，當時不只成立了會員俱樂部，甚至開設了直營專賣店，名氣與買氣都扶搖直上。
但，隨著景氣變化、消費娛樂型態改變，2005年，Takara由Tomy併購；而隨著銷售策略的不同，推出的數量與款式也日益減少。 
2007年後停止發售新款式的珍妮娃娃，僅剩下原本旗下的子公司莉卡城堡(Licca Castle)定期發售限量版的娃娃。
珍妮娃娃在市場上的能見度自此下降，直至2010年秋季再次推出Fashionista Jenny系列，重返市場。

## 角色設定
- 年齡：17歲。
- 生日：8月1日。
- 身高：165公分。
- 體重：45公斤。
- 出生地：美國洛杉磯。

父親是電影製片，母親是設計師。
珍妮個性開朗，富有好奇心而好勝。夢想未來成為服裝設計師。
她擁有50餘位朋友，每個朋友都有自己獨特的外型與個性。

## 珍妮歷史
1986年

由Takara Barbie(タカラバービー)改名為珍妮(ジェニー/JeNny)。
在原宿竹下通開設專賣店。
成立官方會員俱樂部，發行會報「Nice JeNny」(ナイスジェニー)。
秋田書店開始出版發行「JeNny's Club」(ジェニーズクラブ)雜誌。
登場友人：
- 艾莉(エリー/Ellie)
- 茱莉雅(ジュリア/Julia)
- 芙蘿拉(フローラ/Flora)
- 席娜(シーナ/Sheena)
- 瑪琳(マリーン/Marine)

1987年

推出18歲臉膜的珍妮(18JeNny)，簡稱18J。
登場友人：
- 大德寺貴庚(キサラ/Kisara Daitokuji)
- 雷夫(レイフ/Ralph)
- 傑夫(ジェフ/Jeff)

1988年

官方會員俱樂部改名為「珍妮俱樂部」(Jenny's Club)。
登場友人：
- 美倫(メイリン/Meirin)
- 安妮(アニー/Annie)
- 綾(アヤ/Aya)
- 麗莎(リサ/Lisa)
- 茱蒂(ジュディ /Judy)
- 奧麗芙(オリーブ/Olive)

1989年 

日本ヴォーグ社發行「JENnY」雜誌創刊號。
推出星光珍妮(スターライトジェニー/Starlight Jenny)。

1990年

推出公主珍妮(プリンセスジェニー/Princess Jenny)。
登場友人：
- 蒂牧蝶(ティモテ/Timotei)
- 查理斯(チャールズ/Charles)。
- 艾莉絲(エリーゼ/Elise)
- 露意絲(ルイーズ/Louise)
- 法藍西斯(フランソワ/Fransois)
- 亞波(アベル/Abel)
- 羅姍娜(ロザーナ/Rosana)

1991年

珍妮的臉膜首度更換，新顏珍妮上市。
波紋艾莉(エリー/Ellie)測試發售。
登場友人：
- 雀兒喜(チェルシー/Chelsea)。

1992年

涉谷キッズファーム・パオ的珍妮專賣店開幕。
登場友人：
- 麗娜(リナ/Lina)
- 理惠(リエ/Lie)
- 珍(ジェーン/Jane)
- 麥可(マイク/Mike)
- 湯姆(トム/Tom)
- 布麗姬(ブリジット/Brigitte)

1993年

推出彩虹珍妮(レインボージェニー/Rainbow Jenny)。

1994年

原宿的JENNY SHOP頂讓。 
登場友人：
- 茱莉安娜(ジュリアナ/Juliana)。

1995年

原宿珍妮專賣店結束營業。 

1996年

開始發售月曆珍妮(カレンダーガールジェニー/Calendar Jenny)系列。 

1997年

推出使用SAB超可動素體(スーパーアクションボディ/Super Action Body)的產品。 
登場友人：
- 奈緒美(ナオミ/Naomi)
- 芙蘿拉(フローラ/Flora)
- 雪莉(シェリー/Sherry)
- 蜜俐(ミルフィーユ/Mille Feuille)

1998年

登場友人：
- 美月(ミツキ/Mitsuki)
- 蘿拉(ローラ/Lora)

1999年

於銀座三越百貨舉辦JeNny Festa，發表NB素體(Nature Body)。
登場友人：
- 香織(カオリちゃん/Kaori)
- 紫苑(シオン/Shion)
- 蘿貝莉雅(ロベリア/Lobelia)
- 星澤奈奈子(星澤奈々子/Nanako Hoshinazawa)
- 桂由美(ゆみ/Yumi Katsura)
- 蘇西(スージー/Susy)
- 茱莉西雅(ユリーシア/Julisia)

同年推出Angel's Garden Jenny系列，共有7個角色，此系列娃使用漫畫臉膜，台譯天使花園。
Angel's Garden JeNny系列角色：
- 珍妮
- 薇蘿莉(バレリー/Valerie)
- 費莉絲(フェリス/Ferice)
- 莉莉安(リリアン/Lillian)
- 京子(きょうこ/Kyoko)
- 萌(もえ/Moe)
- 翔(しょう/Shou)

2000年

正式販售使用NB素體的娃娃。
推出新款珍妮臉膜，與舊款臉膜最大的不同就是白色眼線消失了，眼睛畫法也不同。
推出15歲臉膜的珍妮(フィフティーンジェニー/Fifteen Jenny)。
在銀座博品館的地下一樓開設了莉卡與珍妮的專賣店「莉卡67俱樂部」(リカちゃんCLUB67)。 
登場友人：
- 安潔莉卡(アンジェリー/Angelica) Angel's Garden JeNny系列
- 潔西卡(ジェシカ/Jessica) Angel's Garden JeNny系列

2001年

登場友人
- 卡娜(カーナ/Karna) Angel's Garden JeNny系列
- 亞伊里(アイリ/Airi) Angel's Garden JeNny系列

2002年

改以普通體(スタンダードボディ/Standard Body)取代NB體。 

2003年

登場友人：
- 愛子(あいこちゃん/Aiko)
- 千尋(ちひろ/Chihiro)

2004年

登場友人：
- 綾乃(あやの/Ayano)
- 小百合(サユリ/Sayuri)
- 渡邊昇(たくみ/Takumi)

2005年

TAKARA公司與TOMY公司合併。
登場友人：
- 瑪麗(マリー/Marry)

2006年

珍妮娃娃20週年。
發售20歳臉膜的和服珍妮。

2007年

登場友人：未來(みらい/Mirai)

2008年

1月31日起，官方的「珍妮俱樂部」(ジェニーズクラブ)不再招募新會員。

2010年

4月 發布將重新發售的消息。
9月 新品Fashionista Jenny上市。
Fashionista JeNny系列娃包括：JeNny、Shion及新友人Jessica。這個系列的娃娃臉及素體均重新設計過，呈現更加少女漫畫的外型，為了跟2000年上市的新顏區分，玩家稱之為超新顏，而其官方名稱是Love JeNny。
登場友人：潔西卡(ジェシカ/Jessica)

## 外部連結
- 莉卡城堡(日文) （页面存档备份，存于）